# 395148 Kurnin
395148 Kurnin è un asteroide della fascia principale. Scoperto nel 2010, presenta un'orbita caratterizzata da un semiasse maggiore pari a 2,3388940 UA e da un'eccentricità di 0,1989473, inclinata di 4,91720° rispetto all'eclittica.